# ديفيد جاكسون كارلو
ديفيد جاكسون كارلو CBE (من مواليد 12 أبريل 1959) هو سياسي اسكتلندي شغل منصب زعيم حزب المحافظين الإسكتلندي من فبراير إلى يوليو 2020. شغل سابقًا منصب نائب زعيم حزب المحافظين الإسكتلندي من 2011 إلى 2019. لقد كان عضوًا في البرلمان الإسكتلندي (MSP) منذ عام 2007، أولاً كعضو إضافي لمنطقة غرب اسكتلندا ولاحقًا في دائرة إيستوود منذ عام 2016 .
نشأ كارلو في نيوتن ميرنز، وعمل كبائع سيارات بعد التعليم في أكاديمية جلاسكو. تم انتخابه في البرلمان الاسكتلندي في القائمة الإقليمية لغرب اسكتلندا في عامي 2007 و 2011، وانتُخب نائبًا لقائد حزب المحافظين الإسكتلندي في انتخابات نائب القيادة لعام 2011 . تم تعيينه لاحقًا المتحدث باسم المحافظين الاسكتلنديين للصحة والرياضة. تم انتخابه لدائرة إيستوود في عام 2016، والتي كانت قد تنافست سابقًا في 2003 و 2007 و 2011، وبعد الانتخابات تم تعيينه سكرتير حكومة الظل لأوروبا والشؤون الخارجية وسكرتير حكومة الظل للثقافة والسياحة.
عمل كارلو كقائد بالنيابة لحزب المحافظين الإسكتلندي من سبتمبر 2018 إلى مايو 2019 خلال فترة إجازة الأمومة لروث ديفيدسون ومن أغسطس 2019 إلى فبراير 2020 بعد استقالة ديفيدسون كزعيم. تم انتخابه زعيمًا للمحافظين الاسكتلنديين في انتخابات القيادة في فبراير 2020، وفاز بأكثر من ثلاثة أرباع الأصوات من أعضاء الحزب. استقال من القيادة في يوليو 2020، مشيرًا إلى أنه ليس الرجل المناسب لقيادة الحزب في انتخابات البرلمان الإسكتلندي 2021 .

## النشأة والوظيفة
نشأ كارلو في نيوتن ميرنز وتلقى تعليمه الخاص في أكاديمية جلاسكو. عمل لمدة 25 عامًا كبائع سيارات وكان رئيسًا مشتركًا لبيع سيارات FirstFord في غرب اسكتلندا حتى تم وضعه في الحراسة القضائية في نوفمبر 2002. وكان أيضًا مديرًا لشركة Wylies لخدمات السيارات حتى دخلت الإدارة في فبراير 2003.

## الحياة السياسية
انضم كارلاو إلى حزب المحافظين في إيست رينفروشاير في عام 1978. كان مرشح حزب المحافظين في انتخابات 1982 كوينز بارك الفرعية، وفي الانتخابات العامة 1983 في غلاسكو بولوك. كان رئيسًا لحزب المحافظين الشباب الإسكتلندي من عام 1984 حتى عام 1986، ورئيس مجلس إدارة إيستوود المحافظين من عام 1988 حتى عام 1992، وكان نائب رئيس حزب المحافظين الاسكتلنديين من عام 1992 إلى عام 1998. تم إعادة تعيينه نائبًا لرئيس مجلس إدارة حزب المحافظين الإسكتلندي في عام 2005.
في الفترة التي سبقت استفتاء عام 1997 بشأن نقل السلطة في اسكتلندا، قام كارلاو بحملة ضد تشكيل برلمان اسكتلندي وذلك بتفويضه إلى جانب المحافظين الاسكتلنديين عبر حملة تدعى فكر مرة ثانية Think Twice ، داعيًا إلى التصويت بـ «لا» لكل من مسألة تشكيل البرلمان وما إذا كان ينبغي منح البرلمان سلطات متفاوتة لتمرير القوانين التي تخص الضرائب. 
كان كارلو غير ناجح كمرشح ل إيست-وود في انتخابات البرلمان الإسكتلندي 2003 و 2007 و 2011. ومع ذلك، فقد تم انتخابه في قائمة الحزب بموجب نظام الأعضاء الإضافيين في اسكتلندا في عامي 2007 و 2011، ممثلاً لمنطقة غرب اسكتلندا. شغل منصب عضو في لجنة الثقافة والسياحة وأوروبا والعلاقات الخارجية في البرلمان الإسكتلندي حتى منتصف عام 2018.
في عام 2011، ترشح كارلو في انتخابات القيادة التي جاءت باستقالة أنابيل غولدي. خلال الحملة، تم نقله إلى المستشفى بسبب التهاب الزائدة الدودية. احتل كارلو المركز الثالث بعد روث ديفيدسون وموردو فريزر. تم تعيينه نائبا لرئيس حزب المحافظين الإسكتلندي والمتحدث باسم حزب المحافظين الإسكتلندي للصحة والرياضة من قبل ديفيدسون بعد فوزها.
أصبح Carlaw MSP لـ Eastwood في عام 2016، بعد هزيمة كين ماكنتوش الحالي. تم إعادة تعيينه اعتبارًا من 28 يونيو 2017 أمينًا لمجلس الوزراء في الظل لأوروبا والشؤون الخارجية وسكرتير حكومة الظل للثقافة والسياحة. أيد البقاء خلال استفتاء الاتحاد الأوروبي 2016. في سبتمبر 2016، تم انتخابه منظمًا لمجموعة حزب كروس الحزب في البرلمان الإسكتلندي حول بناء الجسور مع إسرائيل، والتي تعهد بتأسيسها بالمساعدة في حملته الانتخابية لعام 2016.
عارض كارلو تغييرات SNP في ضريبة المجلس في نوفمبر 2016، معتقدًا أن التغييرات المقترحة ستضع فعليًا أكثر من 50 ٪ من الممتلكات في إيست رينفروشاير في أعلى نطاقي ضرائب بالمجلس. وتعليقًا على القرار، أكد أن «الزيادة ستضر بشكل غير عادل بالعائلات العاملة وكبار السن» و «ستضرب سكان إيستوود بشدة».
في فبراير 2017، تم تعيين كارلاو نائبًا لمنظم مجموعة عبر الحزب على خيارات نهاية الحياة.
بعد محاولة في مارس 2017 من قبل الحزب الوطني الإسكتلندي لإجراء استفتاء ثان على الاستقلال الإسكتلندي، تحدث كارلاو ضد المحاولة، واصفا إياها بأنها "لا طائل من ورائها" وغير مرغوب فيها ". وتعهد بأن المحافظين الاسكتلنديين لن يسمحوا بإجراء استفتاء آخر حتى يظهر الجمهور الإسكتلندي دعمًا واضحًا.

## زعيم حزب المحافظين الإسكتلندي

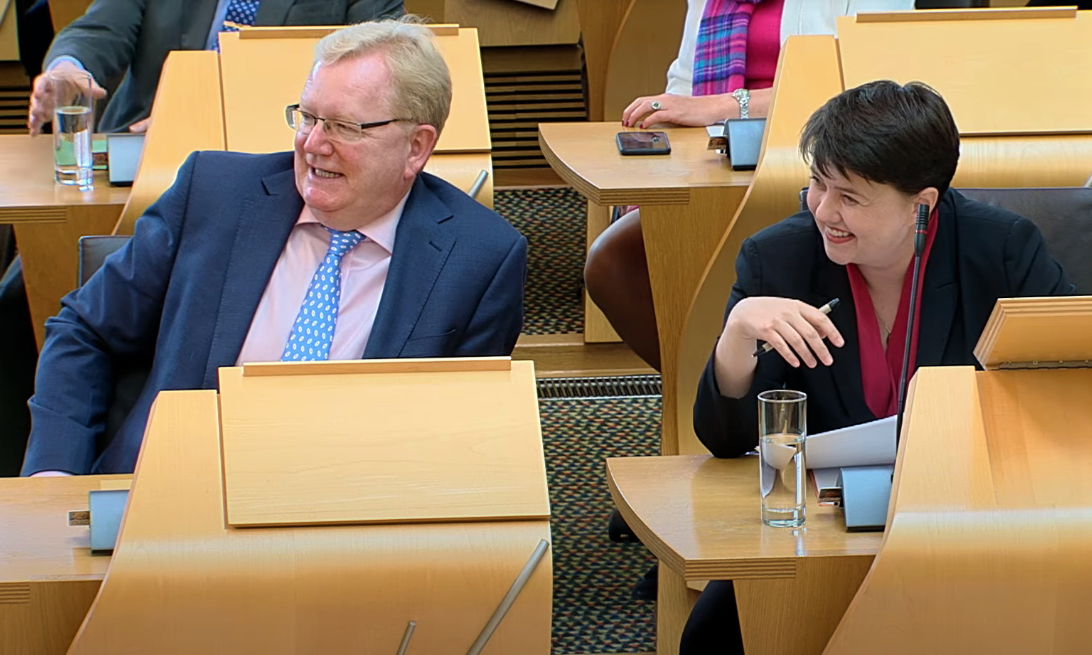
كارلاو (يسار) وروث ديفيدسون (يمينًا) في طليعة حزب المحافظين الاسكتلنديين في عام 2018

خدم كارلو كقائد بالنيابة للمحافظين الاسكتلنديين بينما كانت الزعيمة روث ديفيدسون في إجازة أمومة من سبتمبر 2018 حتى مايو 2019. وعقب استقالتها في آب 2019، تم تعيينه لولاية ثانية.  في دوره كقائد بالنيابة، أيد خروج بريطانيا من الاتحاد الأوروبي وشغل انتقادات لرئيس الوزراء وزعيم حزب المحافظين بوريس جونسون.  كان شاغل الوظيفة عندما دعا جونسون إلى الانتخابات العامة لعام 2019، والتي خسر فيها الحزب سبعة مقاعد من أصل 13 مقعدًا من عام 2017.
في 6 يناير 2020، أكد كارلاو ترشيحه لانتخابات قيادة حزب المحافظين الإسكتلندي في فبراير 2020  وأطلق حملته في إدنبرة في 15 يناير. تلقى دعمًا من روث ديفيدسون،  موردو فريزر،  آدم تومكينز،  ليز سميث،  آني ويلز وجيمي جرين. هذا أعطى Carlaw موقع المفضل على خصمه ميشيل بالانتاين. ركز حملته حول كيفية فوزه على نيكولا ستورجون والحزب الوطني الاسكتلندي في انتخابات البرلمان الإسكتلندي المقبلة والانتخابات المحلية في عام 2022. كما وعد بجعل المحافظين الاسكتلنديين أكثر للطبقات الوسطى والعاملة والاستمرار في الحفاظ على المحافظين الاسكتلنديين كحزب رئيسي في الاتحاد.  فاز كارلاو في الانتخابات بأغلبية 4917 صوتًا لصالحه، مقابل 1,581 صوتًا لصالح بالانتاين. ووعد بتقديم «بديل واضح ومركّز وطموح للحزب الوطني الإسكتلندي».
خلال وباء COVID-19 ، اتهم الخضر الاسكتلنديون Carlaw في يونيو 2020 بادعاء «الباطل الصريح» عندما قال إنه يمكن فتح البرلمان الإسكتلندي بسرعة من أجل محاسبة حكومة SNP. أيد في البداية موقف بوريس جونسون المتمثل في التمسك بمستشار داونينج ستريت دومينيك كامينغز بعد انتهاكات الإغلاق المزعومة لكنه سحب دعمه بعد انتقادات من شخصيات بارزة في الحزب الإسكتلندي.
في 30 يوليو 2020، أعلن كارلاو استقالته من منصب زعيم المحافظين الاسكتلنديين، مشيرًا إلى أنه توصل إلى «نتيجة بسيطة وإن كانت مؤلمة» بأنه ليس «الشخص الأفضل» لقيادة الحزب في انتخابات البرلمان الإسكتلندي المقبلة، في عام 2021. خلفه دوجلاس روس.

## بعد القيادة
في انتخابات البرلمان الإسكتلندي 2021، أعيد انتخاب كارلو ليكون MSP لإيستوود بأغلبية متزايدة بلغت 2216 صوتًا على SNP ، مع زيادة حصته في التصويت بنسبة 6.2٪.

## الحياة الشخصية
يعيش Carlaw في قرية Waterfoot ، شرق رينفروشاير باسكتلندا. متزوج وله ولدان.

## روابط خارجية
- Scottish Parliament profiles of MSPs:
- سيرة المحافظين الاسكتلنديين

قالب:WestScotland MSPsقالب:Conservative MSPsقالب:Scottish Conservative Party leadership election, 2011